# Artasiro (doríforo de Artabanes)
Artasiro (em grego: Αρτάσυρος; romaniz.: Artásyros), Artasiras em grego: Ἀρτασύρας; romaniz.: Artasýras) ou Artasires (em grego: Αρτασίρης; romaniz.: Artasíres) foi um oficial bizantino de origem persa, ativo durante o reinado do imperador Justiniano (r. 527–565).

## Nome
Artasiro (Αρτάσυρος, Artásyros), Artasiras (Ἀρτασύρας, Artasýras) ou Artasuras (Ἀρτασούρας, Artasoúras) são as formas gregas do nome iraniano antigo Retasura (*Ṛta-sūra), "poderoso através de Arta", que foi registrado em acadiano como Artasurru e em elamita como Irdaxura (Irdašura).

## Vida
Artasiro era doríforo da guarda de Artabanes na África em 545 e 546 e esteve ciente de seus planos para assassinar Guntárico, tendo desempenhado papel ativo no complô.